# Evelyn Furtsch

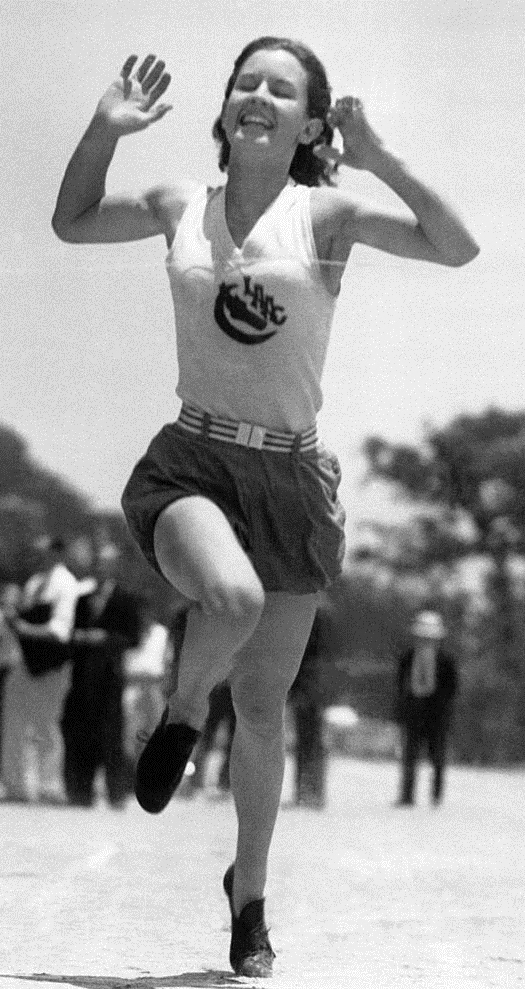
Evelyn Furtsch

Evelyn Furtsch (* 17. April 1914 in San Diego, Kalifornien; † 5. März 2015) war eine US-amerikanische Leichtathletin und Olympiasiegerin.
Bei den X. Olympischen Spielen 1932 in Los Angeles gewann sie die Goldmedaille im 4-mal-100-Meter-Staffellauf zusammen mit ihren Teamkolleginnen Mary Carew, Annette Rogers und Wilhelmina von Bremen vor dem Team aus Kanada und dem Team aus Großbritannien.
Bei einer Körpergröße von 1,57 m betrug ihr Wettkampfgewicht 43 kg.
Furtsch war die letzte noch lebende Goldmedaillengewinnerin der Olympischen Spiele von 1932.